# グア・ムサン駅
グア・ムサン駅 （グア・ムサンえき、マレー語:Gua Musang Railway Station） は、マレーシアのクランタン州グア・ムサンにある、マレー鉄道イースト・コースト線の駅である。

## 概要
KTMインターシティの全列車が停車する。イースト・コースト線のほぼ中間地点に当たるため、一部の列車のターミナル駅であり、この駅を終着あるいは始発とする列車もある。そのため、駅の南東側にグア・ムサン車庫 (Gua Musang Depot) がある。駅構内の南東側は岩山の崖がそそり立っている。

## 歴史
- 1931年9月5日 - 駅開業。（グア・ムサン〜クアラ・グリス間開業による。）

## 駅構造
単式ホーム1面1線をもつ地上駅である。駅舎は北西側にありホームに面している。行違線があり、列車交換をすることができる。

## 駅周辺
グア・ムサンの「グア」 (Gua) はマレー語で洞窟の意味であり、線路の南東側に迫っている岩山には数多くの洞穴がある。
グア・ムサンの街そのものは、駅の西側に広がっている。